# Aliturus aberlenci
Aliturus aberlenci é uma espécie de coleóptero da subfamília Philinae. Que ocorre apenas em Madagascar.